# Aleksandar Spirovski

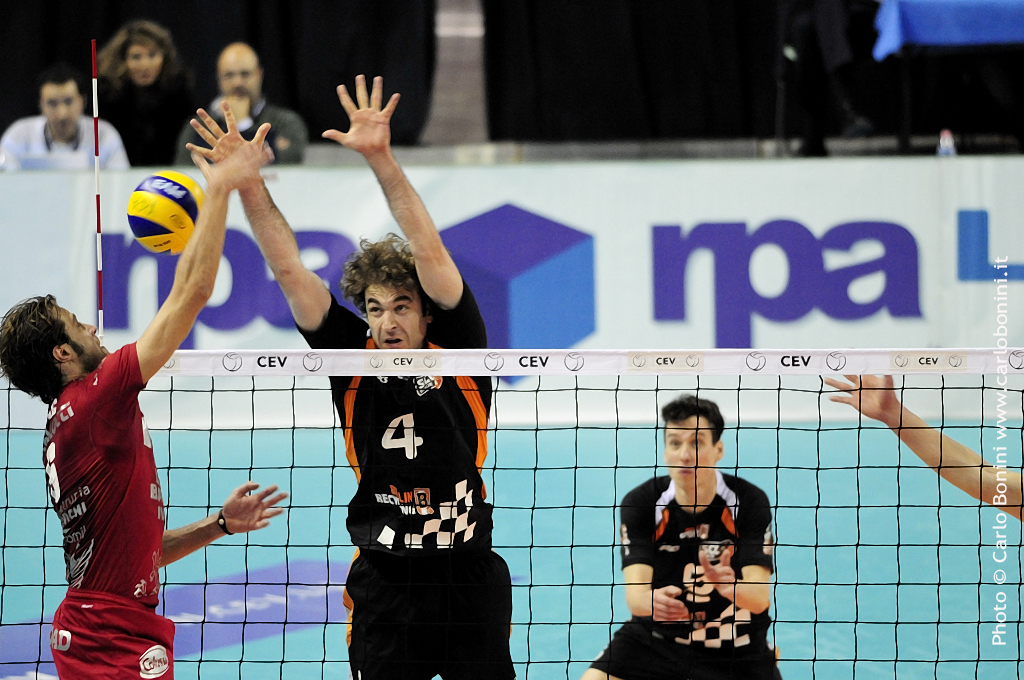
Aleksandar Spirovski z numerem 4 na koszulce w barwach SCC Berlin próbuje blokować atak Mateja Černicia zawodnika RPA-LuigiBacchi.it Perugia w półfinale Pucharu Challenge 2010

Aleksandar Spirovski, cyr. Александар Спировски (ur. 16 sierpnia 1978 w Belgradzie) – serbski siatkarz, grający na pozycji atakującego. 
| Aleksandar Spirovski | Aleksandar Spirovski | Aleksandar Spirovski | Aleksandar Spirovski | Aleksandar Spirovski | Aleksandar Spirovski | Aleksandar Spirovski | Aleksandar Spirovski | Aleksandar Spirovski | Aleksandar Spirovski | Aleksandar Spirovski |
| --- | -------------------- | -------------------- | -------------------- | -------------------- | -------------------- | -------------------- | -------------------- | -------------------- | -------------------- | -------------------- |
| Aleksandar Spirovski podczas ataku z prawego skrzydła przeciwko drużynie RPA-LuigiBacchi.it Perugia w półfinale Pucharu Challenge 2010 |                      |                      |                      |                      |                      |                      |                      |                      |                      |                      |
| Wzrost | 203 cm               |                      |                      |                      |                      |                      |                      |                      |                      |                      |
| Pozycja | atakujący            |                      |                      |                      |                      |                      |                      |                      |                      |                      |
| Kariera seniorska |                      |                      |                      |                      |                      |                      |                      |                      |                      |                      |
| Lata | Klub                 |                      |                      |                      |                      |                      |                      |                      |                      |                      |
| 1997–2003 | OK Partizan Belgrad  |                      |                      |                      |                      |                      |                      |                      |                      |                      |
| 2003–2015 | SCC Berlin           |                      |                      |                      |                      |                      |                      |                      |                      |                      |

## Sukcesy klubowe
Mistrzostwo Niemiec:
- 2004, 2012, 2013[1], 2014
- 2008, 2011, 2015[2]
- 2006, 2007

Puchar Challenge:
- 2010

Liga Mistrzów:
- 2015[3]